# Río Kananaskis
El río Kananaskis  /ˌkænəˈnæskᵻs/ es un río de montaña en el oeste de Alberta, Canadá. Es un afluente del río Bow, que cruza el Kananaskis Country 
El río fue nombrado por John Palliser en 1858 en honor a un cree.

## Curso
El Kananaskis se origina en las Montañas Rocosas canadienses, al este de la Divisoria continental, en el parque provincial Peter Lougheed. Fluye hacia el sureste hasta el lago Kananaskis Superior, luego gira hacia el norte en el lago Kananaskis Inferior. Desde aquí, tiene un curso hacia el norte en el límite de los parques provinciales Spray Valley y el Elbow-Sheep Wildland, donde la Alberta Highway 40 (sendero Kananaskis) sigue su itinerario. El curso inferior fluye a través del parque provincial Bow Valley, donde se forma el lago Barrera (Barrier Lake), un lago artificial utilizado para la generación de energía hidroeléctrica. El Kananaskis se une al río Bow en Seebe, a 30 km al este de Canmore. 
El río Kananaskis tiene una longitud total de 74 km. 
Tres represas, construidas en 1955, controlan la velocidad de flujo del río: Interlakes, Pocaterra y Barrier, las cuales son controladas y operadas de forma remota por TransAlta. 

## Ocio
Se encuentran muchos senderos a lo largo del curso superior del río. El piragüismo, el kayak y el rafting también son actividades populares en la parte baja del Kananaskis, con excursiones que parten de Canmore o Banff.  